# Miranha
Miranha (Miraña, Miránha, Mirânha, Mirãnha, Miranhas, Mirânia, Miranya, Miránya). Je pleme Boran Indijanaca iz brazilske države Amazonas nastanjeni na donjem toku rijeke Caquetá, blizu ušća rijeke Cabinari. Paul Rivet Miranhe klasificira velikoj porodici Tupi-Guarani, ogranku Tupí, no to nije prihvaćeno. Pleme Miranha najsrodnije je plemenu Bora s kojima čine porodicu Boran, koju vode i kao ogranak velike porodice Huitotoan.  Miranha danas žive (613; 1997) na 4 rezervata (Terras Indígenas) u državi Amazonas, to su: Cajuhiri Atravessado, zajedno s plemenima Kambeba i Tikuna; Cuiu-Cuiu na rijeci Japurá; Meriá, na srednjem toku rijeke Solimões; Miratu, srednji tok Solimõesa.  Na području Kolumbije, žive u departmanu Amazonas,  ima također oko 600 Miranha (445; 1998) + 600 Bora i 1,000 Huitotoa. Miranhe u Kolumbiji i Brazilu nisu direktno u kontaktu, ali se smatraju jednim narodom.

## Ime i jezik
Jezik Miranha srodan je s Bora-jezikom, ali se u Brazilu danas sporazumijevaju na portugalskom. Očuvao se u Kolumbiji gdje još skupine Miranha međusobno komuniciraju na njemu.

## Povijest
Miranhe su na zlu glasu po prodaji svoje vlastite djece trgovcima u Teféu, kao i prodaji zarobljenih ratnika iz neprijateljskih plemena. Robovi su u kolonijalno vrijeme odvođeni da bi radili kod obitelji u Teféu, i ovakvom trgovinom bi dolazili do metalnog oruđa. Na kraju optužuje ih se i zbog same antropofagije.  U očima izvjesnog Martiusa (1820) koji putuje zemljom Miranha u Kolumbiji, oni su konstantno u ratu s ostalim plemenima. Kroz nozdrve su nosili provučene šipčice ili školjke, a veliki bubanj izrezan iz balvana služio je za komunikaciju na velike udaljenosti, i naziva ga "signal drum".  Ovaj prirodoslovac navodi i njihov običaj jedenja neprijatelja ubijenih u ratu, a spominje i trgovinu robovima s bijelcima. 
Prava komercijalna ekspanzija doći će s eksploatacijom gume. Početkom 20 stoljeća Koch-Grünberg će posjetiti rijeke Japurá i Apaporís, i izvijestiti o mnogim napuštenim selima, kao rezultatu od straha pred Kolumbijcima. Monogi Miranhe bili su pobijeni na svom tradicionalnom teritoriju na rijeci Cahuinari, vodama između rijeka Caquetá i Putumayo. O cijelom ovom kraju se disputiralo između Kolumbije i Perua. Mnogi Miranhe odvedeni su s Japure na rijeke Purus, Juruá i Jutaí, kako bi radili za sakupljače gume. Na zaštiti Indijanaca poradit će 1929. SPI (služba za zaštitu Indijanaca), kada će im biti doznačena područja za rezervate Méria i Miratu,što je gotovo cijelu dekadu ranije, nego su utvrđene granice (1929) izneđu Brazila i Kolumbije. Brazilska država manifestirala priznanje građanskih prava svim onima što su iz Kolumbije bili transportovani u Brazil. Trgovina se i danas održala na rijeci Japurá, gdje parobrodska linija održava vezu s lukom Jubará, posljednjom postajom legalne trgovine.

## Etnografija
Kultura Miranha pripada kišnoj šumi, oni su bili sjedilački narod koji je živio od agrikulture (uzgoj manioke), lova, ribolova i sakupljanja. Miranha-populacija danas je veoma pokretna i dinamična i nije ograničena na izolirana rezervatska područja. Njihovi poslovi danas ih tjeraju da se kreću po ruralnim i urbanim područjima, prvenstveno zbog prodaje manioke, raznog voća i ribe, kao i potragama za raznim uslugama, prvenstveno zdravstvenim.
Danas Miraña Indijanci iz Brazila zapuštaju svoje domorodačke običaje, i svoju djecu šalju u školu da uče "língua do branco", odnosno  'jezik bijelih ljudi' . 

## Vanjske poveznice
- Etnias De Colombia: Miraña  Arhivirana inačica izvorne stranice od 3. ožujka 2007. (Wayback Machine)
- Miranha  Arhivirana inačica izvorne stranice od 28. rujna 2007. (Wayback Machine)
- Vocabulário miranha (Miranya/Miránha/Mirânha)  Arhivirana inačica izvorne stranice od 16. ožujka 2007. (Wayback Machine)